# Virgil Teodorescu
Virgil Teodorescu (Cobadin, Constanța, 15 de junio de 1909 - Bucarest, 24 de junio de 1987) fue un poeta, prosista, ensayista y traductor rumano, representante del movimiento literario de vanguardia, parte de la ensoñación y el surrealismo rumanos., miembro de la Academia Rumana.

## Biografía
Comenzó sus estudios universitarios en el año 1928 en la Facultad de Letras y Filosofía de Bucarest, donde se graduó en 1935.
Su debut literario se produce en 1928 en las páginas de la revista Bilete de papagal, editada por Tudor Arghezi, bajo el nombre de Virgil Rareș. En 1932 publicó la revista de vanguardia Liceu en Constanța, junto a Tașcu Gheorghiu y Mircea Pavelescu, y en la década de 1940 se incorporó a la segunda ola surrealista.
Escribió poemas en rumano y francés, así como en un lenguaje poético inventado por él, llamado "leopardo". La poesía de sus primeros libros muestra un surrealismo bastante cercano a sus contornos originales, dejando al mismo tiempo la influencia de Paul Éluard, de cuya letra tradujo después de la guerra. En la década de los cincuenta publicó poemas de estilo proletario, pero a finales de los sesenta volvió tímidamente al estilo surrealista. Hasta su muerte, continuó escribiendo poemas que conservan algunas de las características del surrealismo, acercándose al estilo de autores como Nichita Stănescu o Leonid Dimov (quien, junto con otros soñadores, lo reconoció como modelo,[cita requerida] pero había rechazado soñar en un artículo[cita requerida] ).
Fue presidente de la Unión de Escritores Rumanos entre 1974 y 1978.
Tradujo a numerosos autores como Guillaume Apollinaire o George Gordon Byron.

## Premios
Fue galardonado con la Orden de la Estrella de la República Socialista de Rumania, de segunda clase (1971) "por méritos especiales en el trabajo de construcción del socialismo, con motivo del 50 aniversario de la fundación del Partido Comunista Rumano".

## Obras

### Poemas y poemas en prosa
- Poema de leopardo, Les Editions de L'oubli (Olvídese de la editorial), Bucarest, 1940 (copia única con el stilamancii de Dolfi Trost, ilustrado con el mapa de Leopard y un glosario)
- El diamante lleva las manos, Colección Surrealista, Bucarest, 1940 (manuscrito, en colaboración con Dolfi Trost y Paul Păun)
- The Furs of the Oceans, Editorial "Tiparul Universitar", Colección Surrealista, Bucarest, 1945 (con dos reproducciones de Wolfgang Paalen)
- Botella de Leyda, Colección Surrealista, Bucarest, 1945 (con 4 disparos después de una patente de Paul Păun)
- Au lobe du sel (En el lóbulo de la sal), Colección Infra-Noir, Bucarest, 1947
- La provocación, Colección Infra-Noir, Bucarest, 1947
- Escribo en blanco y negro, Bucarest, 1955
- Derechos y deudas, Editorial Estatal de Literatura y Arte, Bucarest, 1958
- Semicírculo, Editorial de Literatura, Bucarest, 1964
- Rocadă, Editorial de Literatura, Bucarest, 1966
- Common Body, Editorial Juvenil, Bucarest, 1968
- Las pieles de los océanos y otros poemas, antología, Editorial de Literatura, Bucarest, 1969 (portada realizada por el autor)
- La edad de la tiza, Colección "Los poemas más bellos", Editorial Albatros, Bucarest, 1970 (con un prefacio de Al. Protopopescu y un retrato del autor de Marcela Cordescu)
- El resto de la vocal, Eminescu Publishing House, Bucarest, 1970
- El poema de las reuniones, Eminescu Publishing House, Bucarest, 1971 (portada después de una idea del autor)
- The Apprentice Nowhere Seen, Albatros Publishing House, Bucarest, 1972 (portada e ilustraciones de Mihai Sînzianu)
- Air Sentinel, Eminescu Publishing House, Bucarest, 1972 (portada de Petre Hagiu)
- Heráldica del movimiento, Eminescu Publishing House, Bucarest, 1973 (portada e ilustraciones de Mihai Gheorghe)
- Poesía ininterrumpida, Colección Biblioteca para todos, Editorial Minerva, Bucarest, 1976 (prefacio de Nicolae Balotă)
- Repos de la voyelle, Eminescu Publishing House, Bucarest, 1976 (edición bilingüe, traducida al francés por Andreea Dobrescu-Warodin)
- Ancore lucii, Eminescu Publishing House, Bucarest, 1977
- Armonía de opuestos, Editorial Cartea Românească, Bucarest, 1977
- La culminación de la sombra, Editorial Cartea Românească, Bucarest, 1978 (portada de Victor Feodorov)
- La ley de la gravedad, Editorial Junimea, Iași, 1979
- Como puede ver, una antología editada por el autor, Eminescu Publishing House, Bucarest, 1983
- Un océano devorado por líquenes seguido del Poema encontrado con seis silamancii, Cartea Românească Publishing House, Bucarest, 1984

### Prosa y ensayo
- Crítica de la miseria, en colaboración con Gellu Naum y Paul Păun, Colección Surrealista, Bucarest, 1945
- Espectro de longevidad. 122 cadáveres, en colaboración con Gellu Naum, Colección Surrealista, Bucarest, 1946
- L'Infra-Noir (Infranegrul), en colaboración con Gherasim Luca, Paul Păun y Dolfi Trost, Colección Infra-Noir, Bucarest, 1947
- Éloge de Malombre (La alabanza de Malombre), en colaboración con Gellu Naum, Gherasim Luca, Paul Păun y Dolfi Trost, The Surrealist Collection, Bucarest, 1947

### Teatro
- El gato de mar, obra de teatro en un acto, 1953
- Justicia del mar, obra de teatro de marionetas, 1976